# Bob l'éponge : Bataille pour Bikini Bottom
Bob l'éponge : Bataille pour Bikini Bottom (SpongeBob SquarePants: Battle for Bikini Bottom) est un jeu vidéo d'action-aventure édité par THQ, sorti en 2003 sur Game Boy Advance. Il est basé sur la série d'animation Bob l'éponge.
En 2020, le jeu est remasterisé sous le nom Bob l'éponge : Bataille pour Bikini Bottom - Réhydraté, et sort sur PC, PlayStation 4, Xbox One et Nintendo Switch.

## Scénario
Plankton crée une armée de robots pour conquérir la ville de Bikini Bottom.

## Distribution

### Voix françaises
- Olivier Jankovic : Bob l'éponge
- Philippe Peythieu : le narrateur
- Martial Le Minoux : Patrick
- Marc Saez : Carlo
- Patrice Baudrier : Mr. Krabs
- Thierry Kazazian : Plankton
- Cyrille Monge : Marcel Bubulle

## Accueil
- IGN : 7,3/10 (GC, XB)[2]
- Jeuxvideo.com : 12/20 (GBA)[3]